# Milton Abbas
Milton Abbas är en by och en civil parish i Dorset i England. Orten har 755 invånare (2011). Byn nämndes i Domedagsboken (Domesday Book) år 1086, och kallades då Mideltune/Mideltona.